# Адемар Пимента
Адемар Пимента (Рио де Жанеиро, 12. април 1896 - Рио де Жанеиро, 26. август 1970) био је бразилски фудбалски тренер.